# Bařice-Velké Těšany
Bařice-Velké Těšany é uma comuna checa localizada na região de Zlín, distrito de Kroměříž.